# Kanton Le Diamant
Kanton Le Diamant (francouzsky Canton du Diamant) by francouzský kanton v departementu Martinik v regionu Martinik. Nacházela se v něm pouze obec Le Diamant. Zrušen byl v roce 2015.